# Gaoqiu (köpinghuvudort i Kina, Henan Sheng, lat 33,16, long 112,08)
Gaoqiu är en köpinghuvudort i Kina. Den ligger i provinsen Henan, i den centrala delen av landet, omkring 230 kilometer sydväst om provinshuvudstaden Zhengzhou. Antalet invånare är 50 595. Befolkningen består av 23 268 kvinnor och 27 327 män. Barn under 15 år utgör 25,0 %, vuxna 15-64 år 65 %, och äldre över 65 år 9,0 %.
Runt Gaoqiu är det tätbefolkat, med 550 invånare per kvadratkilometer. Närmaste större samhälle är Shifosi, 11,5 km sydost om Gaoqiu. Trakten runt Gaoqiu består till största delen av jordbruksmark.
Genomsnittlig årsnederbörd är 886 millimeter. Den regnigaste månaden är september, med i genomsnitt 152 mm nederbörd, och den torraste är januari, med 5 mm nederbörd.